# Maccabi Petach Tikwa
Maccabi Petach Tikwa (hebr. מכבי פתח תקווה) – izraelski klub piłkarski, grający obecnie w Liga Leumit, mający siedzibę w mieście Petach Tikwa, drugim pod względem znaczenia ośrodku przemysłowym w kraju.

## Historia
Klub został założony w 1912 roku przez grupę żydowskich studentów z Petach Tikwy, którzy studiowali w Konstantynopolu. Jest najstarszym klubem w Izraelu po Maccabi Tel Awiw, założonym w 1906 roku. Lokalny rywal, Hapoel Petach Tikwa, powstał w 1934 roku.
Zespół jest częścią sportowych klubów zrzeszenia Maccabi. Od lat występuje w Ligat ha’Al, jednak nigdy nie wywalczył mistrzostwa Izraela, a największe sukcesy to dwukrotne zdobycie Pucharu Izraela w latach 1935 i 1952. Natomiast największe osiągnięcie w europejskich pucharach to zakwalifikowanie się do fazy grupowej Pucharu UEFA w sezonie 2005/2006 dzięki wygraniu 5:2 wyjazdowego spotkania z Partizanem Belgrad.

## Stadion
Od lat 20. XX wieku Maccabi swoje spotkania rozgrywało na własnym obiekcie przy ul. Stampfera w Petach Tikwie. W 1972 roku klub przeniósł się na Stadion Miejski, który dzielił z Hapoelem Petach Tikwa. W 2010 roku obiekt ten został zamknięty, a Maccabi (wraz z Hapoelem) tymczasowo przeniosło się na stadion Ramat Gan. W grudniu 2011 roku oddano do użytku nowy stadion ha-Moszawa, który odtąd jest domową areną Maccabi i Hapoelu. Maccabi posiada także swoją bazę treningową przy ul. Ben Drora.

## Sukcesy
- Puchar Izraela: 1935, 1952, 2024
- Toto Cup: 1995, 2000, 2004

## Europejskie puchary
Legenda do wszystkich tabel:
- Q – runda eliminacyjna, 1/16, 1/8, 1/4, 1/2 – odpowiednia faza rozgrywek, Grupa – runda grupowa, 1r gr – pierwsza runda grupowa, 2r gr – druga runda grupowa, F – finał, R – runda, PO – play-off
- k. – rzuty karne, los. – losowanie, Dogr. – dogrywka, w. – zasada bramek strzelonych na wyjeździe

| Sezon   | Rozgrywki        | Runda | Klub     | Dom | Wyjazd | Ogólnie |
| ------- | ---------------- | ----- | -------- | --- | ------ | ------- |
| 2024/25 | Liga Europy      | 2Q    | SC Braga | 0–5 | 0–2    | 0–7     |
| 2024/25 | Liga Konferencji | 3Q    | CFR Cluj | 0–1 | 0–1    | 0–2     |

## Reprezentanci krajów grający w klubie
- Adrian Aliaj
- Artur Petrosjan
- Samir Alekperow
- Sebastián Rozental
- Ngoy Tsumbu
- Amiran Mujiri
- Janiw Abargil
- Gal Alberman
- Li’or Asulin
- Tomer Ben Josef
- Mosze Biton
- Ohad Cohen
- Omer Golan
- Szaj Holcman
- Sagie Shtraus
- Iddan Tal
- Awi Tikwa
- Salim Tuaama
- Kfir Udi
- Patrick Suffo
- Prince Daye
- Boban Grnczarow
- Emmanuel Ebiede
- Blessing Kaku
- Igor Shkvirin
- Flórián Albert
- Walerij Broszyn